# Giraultoma
Giraultoma är ett släkte av steklar. Giraultoma ingår i familjen kragglanssteklar.
Kladogram enligt Catalogue of Life:
| Giraultoma | \| \| Giraultoma goaensis \| \| \| \| \| \| Giraultoma pulchricorpus \| \| \| \| |
|            | \| \| Giraultoma goaensis \| \| \| \| \| \| Giraultoma pulchricorpus \| \| \| \| |
|            | Giraultoma goaensis                                                              |
|            |                                                                                  |
|            | Giraultoma pulchricorpus                                                         |
|            |                                                                                  |